# Glavni most, Maribor
Glavni most (tudi: Stari most) je eden izmed mostov čez reko Dravo v Mariboru.
Glavni most je uradno ime mariborskega mosta, ki je znan tudi pod ljudskim imenom Stari most. Pred drugo svetovno vojno je bilo njegovo uradno ime Državni most.

## Zgodovina
Glavni most je bil zgrajen v letih 1909-1913, otvoritvena slovesnost pa je bila 23. avgusta 1913. Novi most je nadomestil stari leseni dravski most, ki je do takrat stal nekaj deset metrov zahodneje od sedanjega in so ga pozneje porušili. Novi most so zgradili zaradi naraščanja cestnega prometa po Tržaški cesti v smeri Dunaj-Trst.  
Po prvotnem načrtu naj bi most zgradili v podaljšku današnje Ulice slovenske osamosvojitve, toda tam je takrat že stal v letih 1897-1898 zgrajeni slovenski Narodni dom. Za nemške nacionaliste pa je bilo nesprejemljivo, da bi si za Avstro-Ogrsko tako pomemben novi most delil neposredno soseščino s pred kratkim zgrajenim simbolom slovenstva, zato so za lokacijo novega mostu določili Glavni trg in na trgu ob novem mostu zgradili še Theresienhof, ki je potem v Mariboru veljal za simbol nemštva. Ta lokacija mostu, ki so jo izbrali mimo arhitekturne in urbanistične logike, pa je uničila tradicionalno podobo mariborskega Glavnega trga in vse do danes predstavlja poseben problem za mariborsko prometno ureditev. 
Most je bil zgrajen po načrtih dunajskega arhitekta in urbanista Eugena Fassbenderja (1854-1923), načrt za konstrukcijo mostu pa je izdelal inženir C. Haberkalt. Oblikovno se most naslanja na starejši železniški most čez Dravo (1864-1866), ki leži vzhodno od njega.
Da bi otežila prodor nemške okupacijske vojske v notranjost Dravske banovine, je vojska Kraljevine Jugoslavije aprila 1941 ob izbruhu aprilske vojne Državni most porušila.
Zaradi mostu je bil na južni stranici trga, tik pred vstopom na most, zgrajen Terezijin dvor, secesijska stavba, v kateri je bila Velika kavarna, pomembno zbirališče mariborskega meščanstva.

## Opis
Most je sestavljen iz treh, parabolično oblikovanih, na temenu 1,2 m visokih, koritasto oblikovanih, polnostenskih železnih lokov z 42 m oziroma 40,32 m širine, ki so se čez nosilce sklopili s pomičnimi členki v gredi mostu in so bili vrtljivo nameščeni na obrežne stebre. Taka konstrukcija je bila uporabljena prvič. Voziščna konstrukcija je 12 m široka in nad koto nizke vode 20,50 m visoko. Da bi lahko povezali oba bregova so morali premostiti višinsko razliko 8 m, kar so dosegli z 2,5 % vzdolžnega naklona.
Na obeh bregovih Drave most povezuje petločna (levi breg) oziroma triločna (desni breg) zidana dovozna rampa. Dovozni del je prvotno krasila zidana balustradna ograja, ki so jo poudarjali slopi z bogato secesijsko dekoracijo; podobno okrasje je bilo tudi v spodnjem delu ramp. Ograja, stolpiči in okrasje so bili odstranjeni ob prenovi leta 1941 in nadomeščeni s skromnejšo zidano ograjo.
Most je dolg 274 m, od tega 122 m dejansko premošča Dravo ostalo pa predstavljata dovozna dela na obeh bregoviH; 90 m na levem in 62 m na desnem bregu. Obrežna opornika sta postavljena na kesona iz armiranega betona, dolžine 16 m in širine 8,60 m. V globino segata 11,5 m oziroma 12 m od kote nizke vode.
Leta 1967 je most prvič rekonstruiran (tlak, dovozi, dilatacije). Manjša obnovitvena dela so bila izvedena tudi v letih 1978 in 1979. Leta 1986 so ponovno ugotovili, da je most potreben popravil: sanirati je bilo potrebno poškodbe na opornikih, zaradi rje poškodovano konstrukcijo in vozišče. Temeljito je bil most obnovljen leta 1998 in še enkrat leta 2000, ko je bil vsakokrat nekaj časa tudi zaprt.

## Galerija
- Adolf Hitler na Starem mostu, april 1941